# 噴進弾
噴進弾（ふんしんだん、英語: Rocket-assisted projectile, RAP）は、弾底部にロケットモータを組み込んだ火砲用弾薬。発射後にロケットモータが点火して、推力を付加することで射程を延伸する。

## 概要
日本語の「噴進弾」という用語は、かつてはロケット弾全般を指す用語であったが、現在ではロケット補助推進弾（RAP）のみを指す意味で用いられるようになっており、「防衛省規格」でもそのように規定されている。
RAPは野戦砲または迫撃砲から発射されたのち、弾底に組み込まれたロケットモータにより推力を付加して、射程を延伸する。火砲から発射される際、過酷な砲内環境（高加速度・高圧力・高旋転）に曝されるため、構造や材料が重要となる。特に脆弱な推進薬に対しては形状や材料特性の最適化が求められるとともに、発射装薬の燃焼に伴い発生する高圧ガスがロケットモータの燃焼室へ流入しないような工夫が必要である。また装填手の安全性を確保するため、火砲から十分離れた距離でロケットモータに点火するよう延期点火機構が必要であり、燃焼室へのガス流入の防止を兼ねて、砲内においてノズルを閉鎖する機構が用いられることが多い。
類似技術として、弾底から比較的少量の燃焼ガスを噴出することで、特に砲弾の弾底に発生する空気抵抗を低減して長射程化を図るベースブリード (Base bleed) 方式もある。同方式は大口径で初速が高い弾薬について延伸効果が得られるのに対して、噴進弾は中口径や初速が低い迫撃砲弾などにも効果を有することが特徴である。日本では、迫撃砲においては、M2 107mm迫撃砲用として73式107mm迫撃砲用噴進弾を国内開発、後継の120mm迫撃砲 RT用としてもフランスで開発されたPRPA（Projectile Rayé à Propulsion Additionnelle）を装備化しているのに対し、155mm榴弾砲用としてはベースブリード方式の93式155mm長射程りゅう弾を国内開発するなど、特性に応じて両方式を使い分けている。
73式107mm迫撃砲用噴進弾は、3孔のノズルに傾斜角を付けてスピンさせることで飛翔安定の維持を図っており、通常弾の射程4,000メートルに対し、ロケットモータの噴進によって6,000メートルまでの射程延伸を実現している。また120mm迫撃砲でも、通常射程のJM1榴弾の射程8,100メートルに対して、JM5噴進弾は射程を13,000メートルへと延伸させている。